# Joachim Hunold
Joachim Hunold (Dusseldorf, Alemanya, 5 de setembre del 1949) és director general d'Air Berlin. Es va fer famós el juny de 2008 quan escrigué una carta atacant el català i negant el seu ús a la seua aerolínia.